# Гусейнов, Ильгусейн Пиргусейн оглы
Ильгусейн Пиргусейн оглы Гусейнов (азерб. İlhüseyn Pirhüseyn oğlu Hüseynov; Ильгусейн Пиргусейнович Гусейнов, 1925—2006) — советский и азербайджанский государственный деятель, генерал-майор.

## Биография
Родился 31 декабря 1925 года в селе Балаханы Азербайджанской ССР, ныне Сабунчинский район города Баку, в семье инженера-нефтяника, который с 1939 года работал в НКВД, а затем МВД Азербайджанской ССР.
Сразу после окончания школы, в 1942 году был направлен для работы в органах госбезопасности. После окончания в 1944 году Бакинской межкраевой школы НКВД-НКГБ СССР, работал помощником оперуполномоченного и оперуполномоченным, а с 1952 года — начальником отделения 2-го отдела МГБ Азербайджанской ССР. Одновременно в 1946—1952 годах заочно обучался на историческом факультете Азербайджанского государственного университета (в настоящее время Бакинский государственный университет). Член КПСС с 1949 года.
В марте 1953 — апреле 1954 года Гусейнов работал начальником отделения 1-го отдела МВД Азербайджанской ССР, затем стал заместителем начальника 2-го отдела КГБ при СМ Азербайджанской ССР. С 1955 по 1959 год — заместитель начальника 4-го отдела, позже — уполномоченный КГБ при Совете Министров Азербайджанской ССР по городу Джульфа и Джульфинскому району (Нахичеванская АССР). С сентября 1960 года являлся председателем КГБ при Совете Министров Нахичеванской АССР; в августе 1962 — ноябре 1988 года — начальник 1-го отдела КГБ при Совете Министров Азербайджанской ССР. Затем стал первым заместителем председателя КГБ Азербайджанской ССР. С сентября 1991 года — исполняющий обязанности председателя КГБ Азербайджанской ССР, с ноября 1991 года — министр национальной безопасности Азербайджана. В мае 1992 года И. П. Гусейнов был освобождён от занимаемой должности и уволен в запас.
Проживал в Баку, где умер 24 сентября 2006 года; похоронен также в Баку.
Был награждён орденами Красного Знамени, Трудового Красного Знамени, Красной Звезды; нагрудными знаками «Почётный сотрудник госбезопасности» (1962) и «За службу в разведке» (1990); также многими медалями, среди которых иностранная медаль.